# Вилхелм Август (Саксония-Айзенах)
Вилхелм Август фон Саксония-Айзенах (на немски: Wilhelm August von Sachsen-Eisenach; * 30 ноември 1668, Айзенах; † 23 февруари 1671, Айзенах) от Ернестинските Ветини е херцог на Саксония-Айзенах (1668 – 1671).

## Живот
Син е на херцог Адолф Вилхелм фон Саксония-Айзенах (* 15 май 1632, Ваймар, † 21 ноември 1668) и съпругата му принцеса Мария Елизабет фон Брауншвайг-Волфенбютел (1638 – 1687), дъщеря на херцог Август II фон Брауншвайг.
Вилхелм Август се ражда след смъртта на баща му. Майка му се омъжва през 1676 г. за херцог Албрехт фон Саксония-Кобург († 1687). Негов регент и опекун става чичо му Йохан Георг I.
Вилхелм Август умира на три години на 23 февруари 1671 г. в Айзенах и е погребан там. След смъртта му Йохан Георг I става херцог на Саксония-Айзенах.